# Aeranthes grandiflora
Espèce
Aeranthes grandiflora est une espèce de plantes à fleurs de la famille des orchidées. C'est une épiphyte originaire de Madagascar.

## Synonymes
- Angraecum grandiflorum (Lindl.) auct. (1895)
- Aeranthes brachycentron Regel (1890)

## Distribution
Dans les forêts côtières humides de Madagascar, jusqu'à 1200 m d'altitude.

## Illustrations

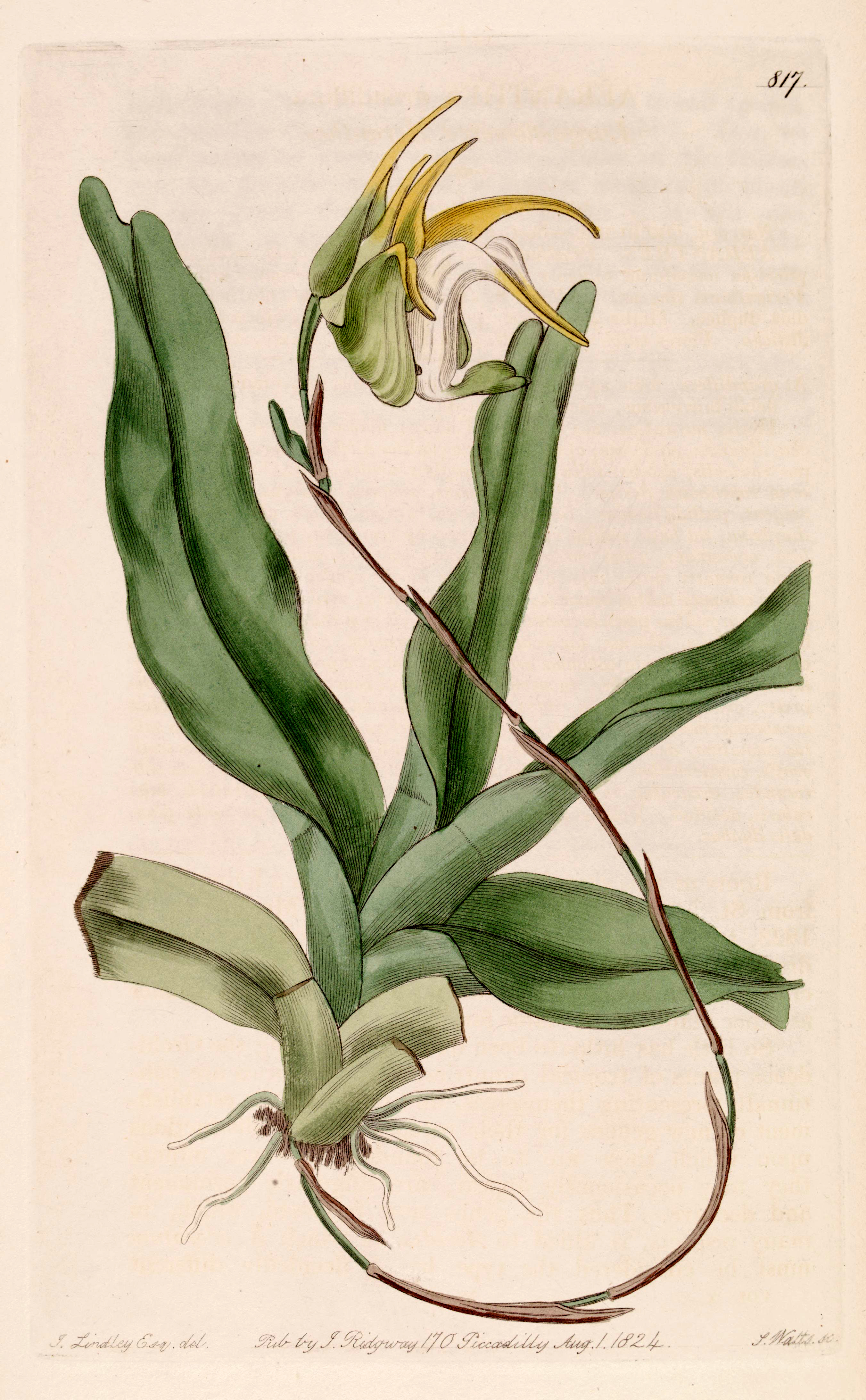
Aeranthes grandiflora The Botanical Register 1824.
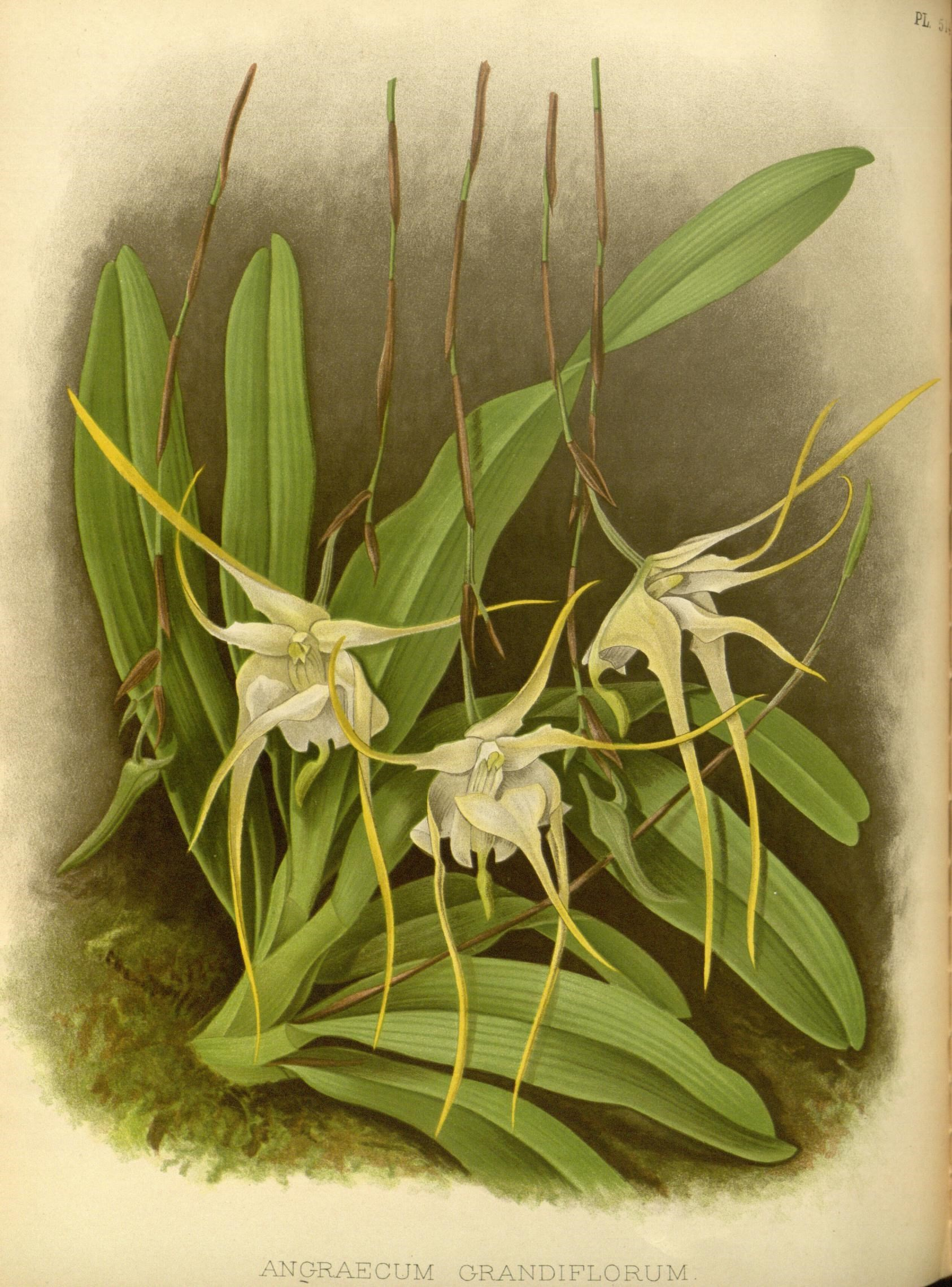
Aeranthes grandiflora The Orchid Album 1897.
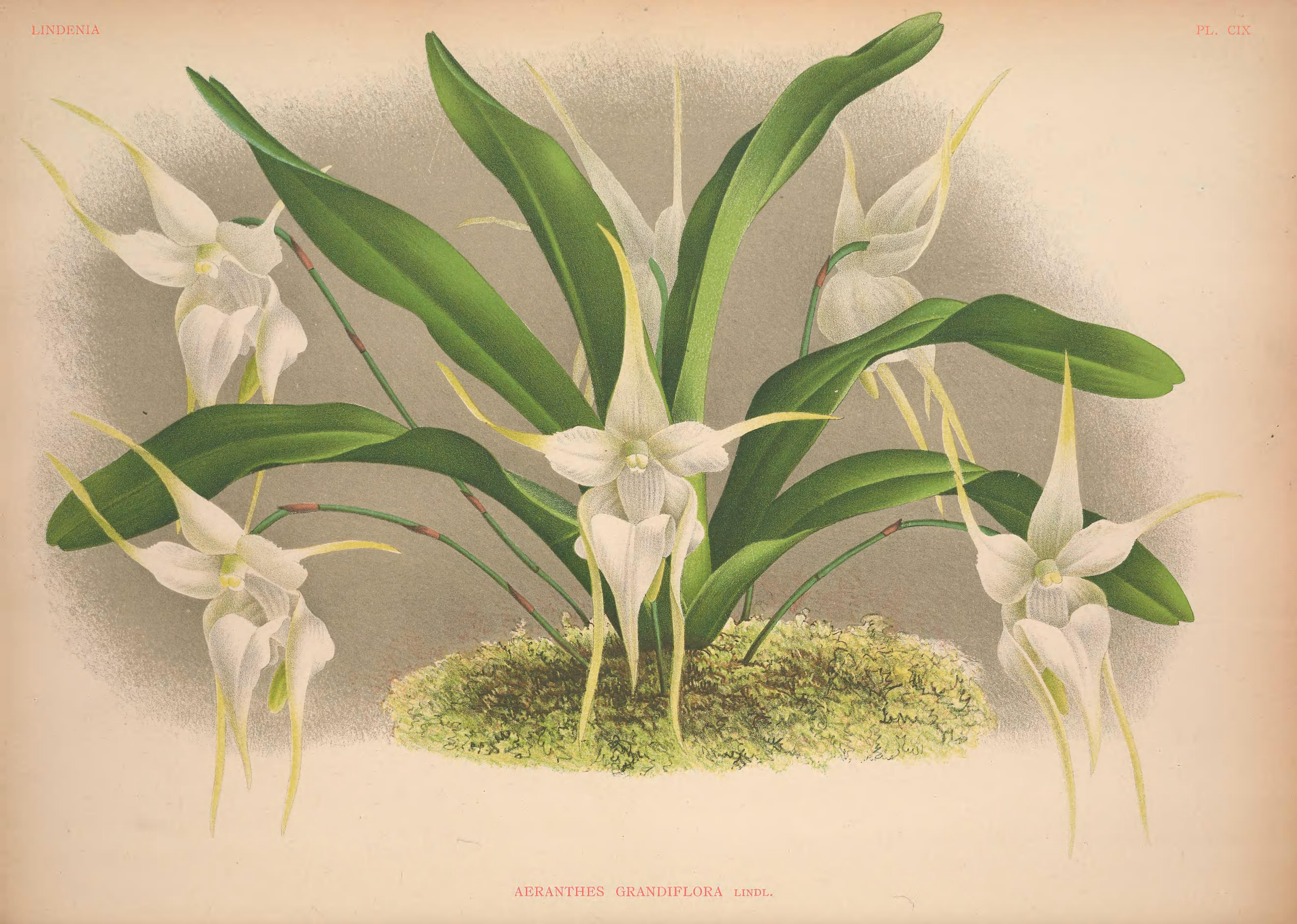
Aeranthes grandiflora Jean Linden Iconographie des Orchidées